# Аероград
«Аероград» — український радянський чорно-білий художній кінофільм режисера Олександра Довженка, що вийшов 1935 року.
Зображає протистояння більшовиків-мисливців далекого Сходу СРСР місцевим куркулям, старовірам і японським диверсантам, які намагаються завадити будівництву міста Аероград.
«Аероград» став для Довженка першим фільмом, який здобув загальне визнання радянських кінокритиків і суттєво підійняв авторитет режисера.
Займає 95-100-у позицію у списку 100 найкращих фільмів в історії українського кіно.

## Сюжет
Дія фільму відбувається в 1930-ті роки. На радянському Далекому Сході, біля Тихого океану планують побудувати нове місто — Аероград. Щоб зашкодити проєкту, Японія засилає диверсантів («самураїв»). Мисливець Степан Глушак на прізвисько Тигрова Смерть переслідує по тайзі одного з диверсантів і врешті наздоганяє, готуючись застрелити. Той кричить як ненавидить радянські порядки, що тутешні природні багатства повинні належати Японії. Диверсант утім зловтішається, що заклав динаміт. Степан відповідає — він вже знайшов динаміт, і застрелює непроханого гостя. Шукаючи решту диверсантів, Степан ледве не стріляє в свого товариша Василя Худякова. Він запитує чи не бачив Василь чогось підозрілого, той заперечує. Прощаючись, Степан каже про прибуття невдовзі в ці краї свого сина, щоб будувати Аероград.
В лісах навколо переховуються прихильники старого, ще царського режиму, куркулі, забобонні й малоосвічені старовіри. Місцевий священник збирає народ і проповідує про майбутню загибель радянських порядків. У цей час з Маньчжурії повертається їхній односельчанин Анікій Шаванов. Він розповідає як втратив товаришів: когось убили в дорозі як диверсантів, хтось загинув від тяжкої роботи в колгоспах. Вдома Шаванов гнівається, що більшовики прокладають залізниці, дозволяють собі співати в тайзі, носити не такий, як прийнято, одяг.
Тим часом у Степана народжується онук. Його батько-льотчик Володимир повертається з польоту над тайгою. Степан з друзями вирішують назвати хлопчика Обкомом. Але вже наступного дня Володимир відлітає — доставити додому американського льотчика, що зазнав аварії. Степан просить друга Ван Ліна розвідати ліс, переконатись, що навколо немає ворогів. Його знайомий зізнається, що підозрює Василя у зраді, та Степан не вірить йому. Щоб розвіяти сумніви, Степан вирішує піти з Василем і рештою мисливців на пошуки японських диверсантів. Між тим в іще не збудований Аероград прямує корінний житель, доброзичливий і наївний чукча, котрий у захваті від радянської влади та її проєктів; він на лижах прямує в Аероград через сніги та хащі.
Шаванов підбурює селян на бунт проти більшовиків, але люди бояться радянської армії. Молодий парубок радіє будівництву Аерограду, бачачи в ньому пришестя цивілізації в тайгу, але натовп накидається на нього. Невдовзі в село старовірів приходить японець, якого туди привів Василь. Його промову про розправу над колгоспниками перериває поява в небі Володимирового літака, що сідає неподалік. Скориставшись моментом, у село старовірів вривається загін Степана.
Пересвідчившись, що Василь зрадник, Степан веде його в ліс стратити. Степану прикро, але все ж застрелює товариша. Володимир сходиться в двобої з японцем і перемагає, після чого дорікає, що той хотів скористатися селянами, щоб віддати багатства тайги Японії. Володимир не вбиває ворога особисто, віддаючи його на розправу селянам. Степан несе тіло Василя до літака.
За якийсь час над тайгою з'являється армада літаків, звідки висаджується десант на парашутах. Прибулі більшовики беруться будувати Аероград. Степан дякує їм і закликає обороняти місто від ворогів ще завзятіше, ніж він обороняв тайгу.

## Знімальна група
- Режисер: Олександр Довженко
- Сценарист: Олександр Довженко
- Оператори: Михайло Гіндін, Едуард Тіссе, Микола Смирнов
- Художники-постановники: Олексій Уткін, Віктор Пантелеєв

## Актори
- Степан Шагайда — Степан Глущак
- Сергій Столяров — Володимир Глущак, син Степана
- Євгенія Мельникова — дружина Степана
- Степан Шкурат — Василь Худяков
- Олена Максимова — Марія Кудіна, селянка
- Володимир Уральський — Єфим Коса, товариш Степана
- Борис Добронравов — Анікій Шаванов, старовір
- Юлія Цай — дружина Володимира
- Вадим Гусєв — син старовіра
- Катерина Корчагіна-Александровська — старовірка
- Г. Цой — Ван Лін, товариш Степана
- Л. Кан, І. Кім — японські диверсанти
- Н. Табунасов — корінний житель (чукча)

## Створення
З другої половини 1932 року Довженко планував створити фільм-сатиру на царя Миколу II. Але цей задум був відхилений, радянській пропаганді був потрібен фільм про Далекий Схід, про що Довженко і повідомив колегам влітку 1933 року. На створенні такого фільму наполягав зокрема письменник Олександр Фадєєв, автор «Останнього з Удеге», нещодавно голова РАПП і ще з часів «Арсеналу» друг-опонент Довженка. Фадєєв наполягав на співпраці кінематографу й літератури, тобто фактично на співпраці з ним.
«Аероград», як і наступний фільм «Щорс», були зняті за прямим наказом Сталіна. До того часу Довженко переїхав разом з дружиною до Москви, тож «Аероград» створювався на «Мосфільмі». Кінострічка добре вписувалася в ідеологічні рамки не лише сюжетом, а й створенням. Творчий тандем Довженка та Фадєєва зображав співпрацю «братніх народів». З жовтня 1933 по січень 1934 Довженко з дружиною та Фадєєвим подорожував по Далекому Сходу, щоб зібрати матеріал для сценарію. Зокрема, вони відвідали Зелений Клин, де жило багато переселених українців, проте ця тематика і фільмі не було відображена. Врешті співпраця з російським письменником розладналася. Фадєєв хотів створити реалістичний фільм, а Довженко — символічний. Фадєєв згадував: «Довженко самобутня людина. Він весь у владі руху. Хоче зараз бачити те, що колись буде. І не тільки бачити сам, але й показати іншим через кіно. Романтичий до незмоги. Образно — це поет в кіно. Ось і в сценарії „Аерограду“… Але боюся, що ми не знайдемо спільної мови. (…) Чи не сповземо до детективщини? Знаєте, легко переключитися на полювання за диверсантами, що бредуть тайговими стежками, на романтичні пригоди. Чи не потьмяніє основна мета — освоєння краю?».
Надихнувшись далекосхідною природою, Довженко працював над «Аероградом» у своїй старій поетичній манері, відомій з часів «Звенигори» й «Землі». Сталін цікавився створенням «Аерограду» та навіть просив показати на карті де режисер розташував би місто. Ще до закінчення роботи над «Аероградом», 27 лютого 1935 року, Довженко отримав орден Леніна — найвищу нагороду СРСР.
«Нову радянську людину», пілота Володимира, зіграв Сергій Столяров. Побачивши його в цій ролі, режисер Григорій Александров без проб запросив актора на роль у фільмі «Цирк» (1936). Згодом Столяров став одним з прототипів робітника у знаменитій скульптурній композиції «Робітник і колгоспниця», спорудженій 1937 року. Можливо, що «Аероград» надихнув Акіру Куросаву на створення фільмів «Рашьомон» (1950) і «Дерсу Узала» (1975).

## Оцінки
Радянські критики високо оцінили фільм, проте він був надто тісно пов'язаний зі сталінською пропагандою, щоб увійти до національного канону після 1991 року. Довженко відгукувався про те, що вписав до «Аерограду» вигадане місто: «Чому я створив „Аероград“? Побудували ж Магадан на узбережжі Охотського моря напрочуд швидко, і всім подобається, і всі раді».
Український кінокритик Артур Сумарков у 2019 році писав, що «Кінотло цього масштабного фільму просякнуто жахом і водночас захопленням від властивої радянському режиму мегаломанії, що знищувала в людині особистість». Фільм вийшов ескапістським і зацикленим на радянському міфі про краще майбутнє, поданому через історію появи вигаданого Аерограду.